# Orosz sutaszárnyúmókus

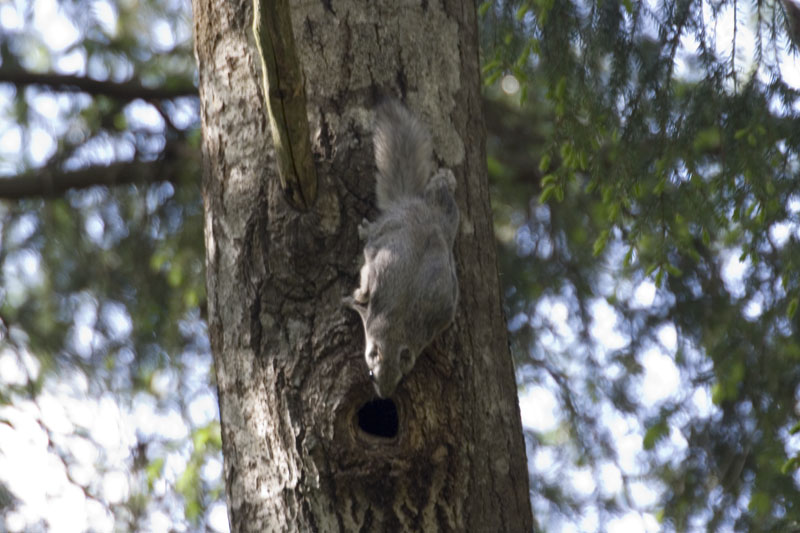
Odújába hazatérő példány

Az orosz sutaszárnyúmókus vagy szibériai repülőmókus (Pteromys volans) az emlősök (Mammalia) osztályának a rágcsálók (Rodentia) rendjébe, ezen belül a mókusfélék (Sciuridae) családjába tartozó faj.
A Pteromys emlősnem típusfaja.

## Előfordulása
Az orosz sutaszárnyúmókus főleg Szibéria területén található meg. A modern mezőgazdaság Európából egyre inkább keletre szorítja az állatot. Észak felé egészen addig fordul elő, amíg nyírfákat is talál. E faj feltétlenül igényli a természetes erdőt.

## Alfajai
- Pteromys volans volans Linnaeus, 1758
- Pteromys volans athene Thomas, 1907
- Pteromys volans buechneri Satunin, 1903
- Pteromys volans orii Kuroda, 1921

## Megjelenése
Az állat testhossza 15-17 centiméter, farokhossza 9,5-13 centiméter, magassága 3,2-3,9 centiméter és testtömege 135-205 gramm. Bundája barnásszürke. Oldalt, az elülső és hátulsó lábak között, szőrrel borított repülőhártya feszül. Farkát kétsoros, sűrű szőrzet fedi. Téli szőrméje selymes, ezüstszürke fényű. Szeme viszonylag nagy, füle azonban kicsi, majdnem teljesen elrejti a bundája.

## Életmódja
Az orosz sutaszárnyúmókus a nyírből, lucből és erdeifenyőből álló, kevert állományú erdők lakója. Az állat rendkívül ügyesen kúszik. A repülőhártya segítségével nagyobb szakaszokat is (körülbelül 35 méterig) képes szabadon siklani a levegőben. Farkát elsősorban kormánylapátként használja, kéz- és lábmozdulataival még a siklás irányát is tudja befolyásolni, de saját erőből képtelen repülni. Leszálláskor farkát és karját megemeli, testének hosszanti tengelyét pedig függőleges irányba dönti, hogy így tompítsa az ütközést. A szibériai repülőmókus kis termetű állat, legfőbb ellensége a nyuszt (Martes martes). Nagy szeme jelzi, hogy szürkületkor indul útra. Fő étke a nyírfakéreg, amelyet csavarvonalban hánt le. Eme tevékenységét „gyűrűzés”-nek nevezik. De egyéb fák levelei, friss hajtások, rügyek, különböző tűlevelűek magvai, égerbarka, valamint bogyók és gyümölcsök is szerepelnek étlapján. Táplálékát fészkébe hordja és ott fogyasztja el. Néha madárfészkeket és faodvakat is használ, amelyekbe tartalékot is gyűjt, mivel téli álmot nem alszik, csupán kevesebbet mozog ebben az időszakban.

## Szaporodása
A fákon nagy fészket épít, amelyet egész évben használ, a hidegebb időszakokat is itt vészeli át. Tavasszal itt jönnek világra a csupasz, zárt szemű kölykök, őket általában még egy 2-4 utódból álló alom követi nyáron. Biológiájukról gyakorlatilag csak annyit tudunk, ami elsősorban állatkerti tartásuk során vált ismertté. Vadonbeli életük részleteit még homály fedi, mivel magasan, a szibériai, megközelíthetetlen nyírfaerdők koronaszintjében élnek. Szociális magatartásuk a jelek szerint egészen különleges: gyakran olyan kisebb csoportokban figyelhető meg, amelyek vagy csak hímekből, vagy csak nőstényekből állnak.

## Rokon fajok
Az orosz sutaszárnyúmókus legközelebbi rokona és a Pteromys nem másik faja a japán sutaszárnyúmókus (Pteromys momonga).